# Resignação

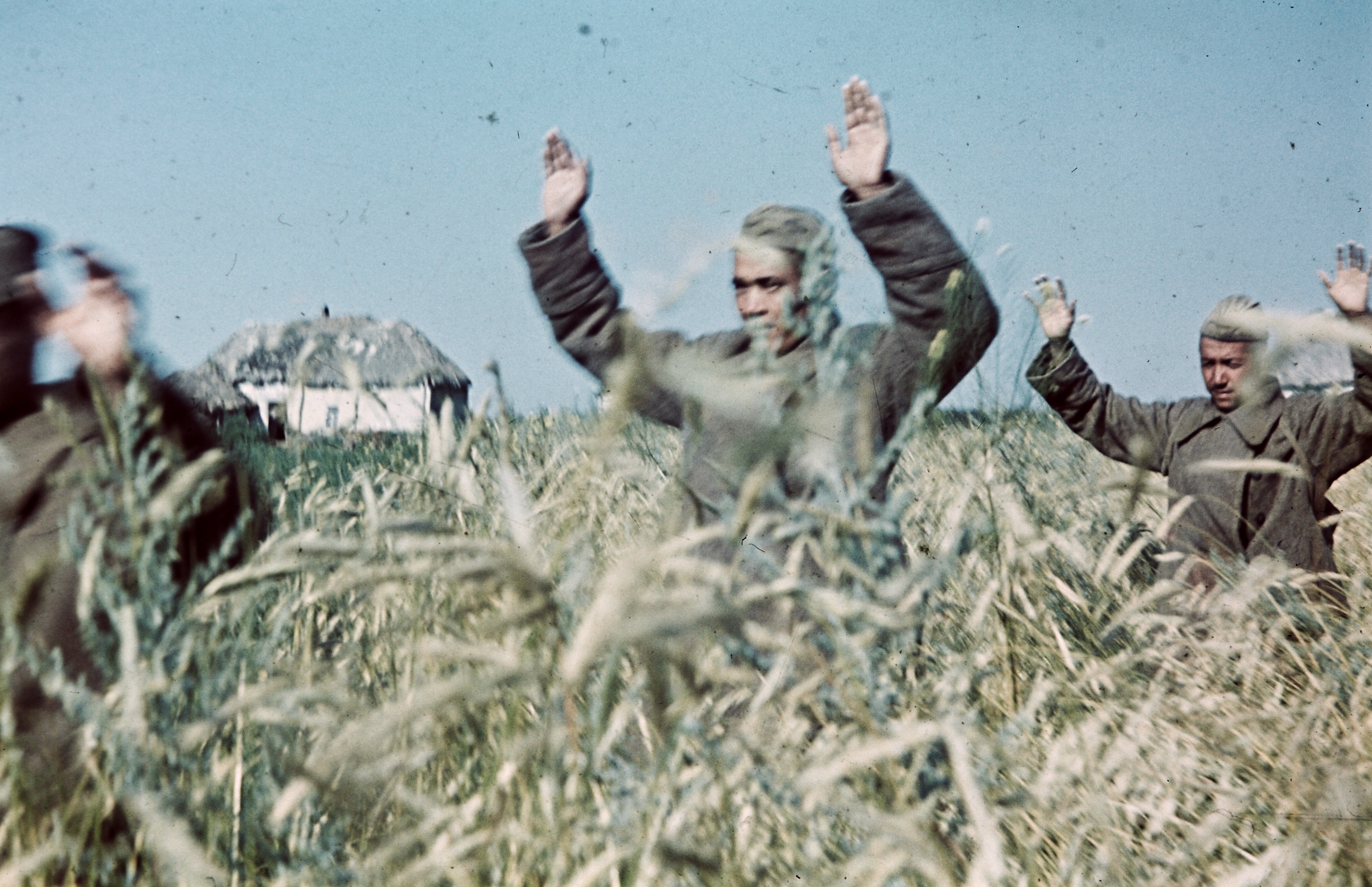
Combatentes aceitam a derrota durante a Segunda Guerra Mundial

A aceitação na psicologia humana é o consentimento de uma pessoa à realidade de uma situação, reconhecendo um processo ou condição (muitas vezes uma situação negativa ou desconfortável) sem tentar mudá-la ou protestar contra ela. O conceito tem um significado próximo de aquiescência, derivado do latim acquiēscere (para encontrar descanso).

## Definição
O termo aceitação é um substantivo com vários significados diferentes. Quando a pessoa a quem uma proposta é feita expressa seu consentimento, é uma "aceitação" de sua oferta, também chamada de acordo. Por exemplo, se alguém dá um presente e outro o recebe, então eles aceitaram o presente; portanto, tendo aceitação. Outra definição de aceitação tem a ver com boas-vindas positivas e pertencimento, favor e endosso. Alguém aprova algo. Por exemplo, alguém pode gostar de alguém e aceitá-lo devido à aprovação dessa pessoa. Outra descrição é que a aceitação pode ser um ato de acreditar ou concordar. A definição se sobrepõe à tolerância, mas aceitação e tolerância não são sinônimos.
A aceitação é "um ato expresso ou implicação por conduta que manifesta consentimento aos termos de uma oferta de uma forma convidada ou exigida pela oferta para que um contrato vinculativo seja formado. O exercício do poder conferido por uma oferta pela execução de algum ato. O ato de uma pessoa a quem algo é oferecido ou ofertado por outro, pelo qual o ofertado demonstra por meio de um ato convidado pela oferta a intenção de reter o objeto da oferta".
Eckhart Tolle, um professor espiritual, define a aceitação como uma resposta de "rendição ao Agora" a qualquer coisa que ocorra em qualquer momento da vida. Lá, a força, a paz e a serenidade estão disponíveis quando a pessoa para de lutar para resistir ou se apega firmemente ao que é assim em um determinado momento. O que eu tenho agora? Agora, o que estou experimentando? A questão é: pode alguém ficar triste quando está triste, com medo quando está com medo, bobo quando bobo, feliz quando feliz, crítico quando crítico, pensando demais quando pensando demais, sereno quando sereno, etc.
O que Tolle ensina é observar o que está acontecendo sem contar uma história sobre isso. Por exemplo, Tolle compartilha em seu livro Stillness Speaks como é fácil confundir uma história contada com os fatos de uma situação. Se alguém não retornar sua ligação, pode-se dizer “Ele não teve a decência de retornar minha ligação.” Essa é a história que se conta. Por outro lado, os fatos da situação são “Ele não ligou”. Os fatos não contam uma história sobre a pessoa ou fazem um julgamento sobre a situação. Os fatos são sempre neutros. Quando alguém observa o que está acontecendo, surge uma consciência e, então, a aceitação da situação torna-se uma opção disponível a qualquer momento.